# Ковекта
Ковекта́ (рос. Ковекта) — селище у складі Чернишевського району Забайкальського краю, Росія. Входить до складу Жирекенського міського поселення.

## Населення
Населення — 30 осіб (2010; 43 у 2002).
Національний склад (станом на 2002 рік):
- росіяни — 91 %